# 北カザフスタン州
北カザフスタン州（きたカザフスタンしゅう、カザフ語: Солтүстік Қазақстан облысы、ロシア語: Северо-Казахстанская область）は、カザフスタンの最北部に位置する州。
北にロシアのシベリア連邦管区に、南はアクモラ州、東はパブロダール州、西はコスタナイ州に接する。州都はペトロパブル（ペトロパブロフスク）。

## この州に属する市、村（一部）
ドゥブロブノエ村、タラプケル村、ナロビノ村